# 美西妥拉
美西妥拉（INN：Neraval、Thiogenal）是一种有机化合物，化学式为C12H20N2O2S2。它是一种巴比妥类药物，在20世纪50年代于德国和意大利作为超短效静脉麻醉剂销售。
它的合成方法如下：